# David Belda
David Belda García (* 18. März 1983 in Cocentaina) ist ein ehemaliger spanischer Straßenradrennfahrer.

## Sportliche Laufbahn
David Belda begann seine Karriere in der Elite 2007. 2009 gewann er eine Etappe der Vuelta Ciclista a León sowie deren Gesamtwertung. Nachdem er 2010 und 2011 einige Etappensiege zu verzeichnen hatte, gewann er 2014 die Vuelta a Castilla y León sowie zwei Etappen der zwei Etappen Volta a Portugal, und er wurde Neunter der Tour of Qinghai Lake. 2015 entschied er eine Etappe der Rhône-Alpes Isère Tour für sich sowie die Gesamtwertung der Tour des Pays de Savoie. 2016 belegte er Rang neun der Österreich-Rundfahrt.
Im Dezember 2017 wurde David Belda positiv auf EPO getestet und für vier Jahre gesperrt.
Darauf beendete der 34-Jährige Ende 2017 seine Radsportlaufbahn.

## Erfolge
2009
- Gesamtwertung und eine Etappe Vuelta Ciclista a León

2010
- eine Etappe Cinturón a Mallorca
- eine Etappe Vuelta Ciclista a León

2011
- eine Etappe Mi-Août en Bretagne

2014
- Gesamtwertung und eine Etappe Vuelta a Castilla y León
- zwei Etappen Volta a Portugal

2015
- eine Etappe Rhône-Alpes Isère Tour
- Gesamtwertung und eine Etappe Tour des Pays de Savoie

## Teams
- 2007 Fuerteventura-Canarias
- 2009 Boyacà es Para Vivirla
- 2011 Burgos 2016-Castilla y León
- 2012 Burgos BH-Castilla y León
- 2013 Burgos BH-Castilla y León
- 2014 Burgos-BH
- 2015 Burgos-BH
- 2016 Team Roth
- 2017 Burgos-BH